# NGC 197
NGC 197 je galaksija u zviježđu Kit.

## Vanjske poveznice
- SEDS: NGC 0197